# Schizolegnia walkerae
Schizolegnia walkerae là một loài thực vật có mạch trong họ Dennstaedtiaceae. Loài này được (Hook.) Alston miêu tả khoa học đầu tiên năm 1956.